# العريج (مذيخرة)

تعديل مصدري - تعديل

العريج محلة تابعة لقرية راوات، التابعة لعزلة المغاربة بمديرية مذيخرة إحدى مديريات محافظة إب في الجمهورية اليمنية، بلغ تعداد سكانها 25 حسب تعداد اليمن لعام 2004.